# Guzmania amoena
Guzmania amoena är en gräsväxtart som beskrevs av Harry Edward Luther. Guzmania amoena ingår i släktet Guzmania och familjen Bromeliaceae. Inga underarter finns listade i Catalogue of Life.